# Municipio de Erie (Míchigan)
El municipio de Erie (en inglés: Erie Township) es un municipio ubicado en el condado de Monroe en el estado estadounidense de Míchigan. En el año 2010 tenía una población de 4517 habitantes y una densidad poblacional de 58,95 personas por km².

## Geografía
El municipio de Erie se encuentra ubicado en las coordenadas 41°46′29″N 83°28′55″O / 41.77472, -83.48194. Según la Oficina del Censo de los Estados Unidos, el municipio tiene una superficie total de 76.62 km², de la cual 61,44 km² corresponden a tierra firme y (19,82 %) 15,19 km² es agua.

## Demografía
Según el censo de 2010, había 4517 personas residiendo en el municipio de Erie. La densidad de población era de 58,95 hab./km². De los 4517 habitantes, el municipio de Erie estaba compuesto por el 95,66 % blancos, el 0,84 % eran afroamericanos, el 0,53 % eran amerindios, el 0,29 % eran asiáticos, el 1,04 % eran de otras razas y el 1,64 % eran de una mezcla de razas. Del total de la población el 4,01 % eran hispanos o latinos de cualquier raza.